# William Montgomery (Politiker, 1736)

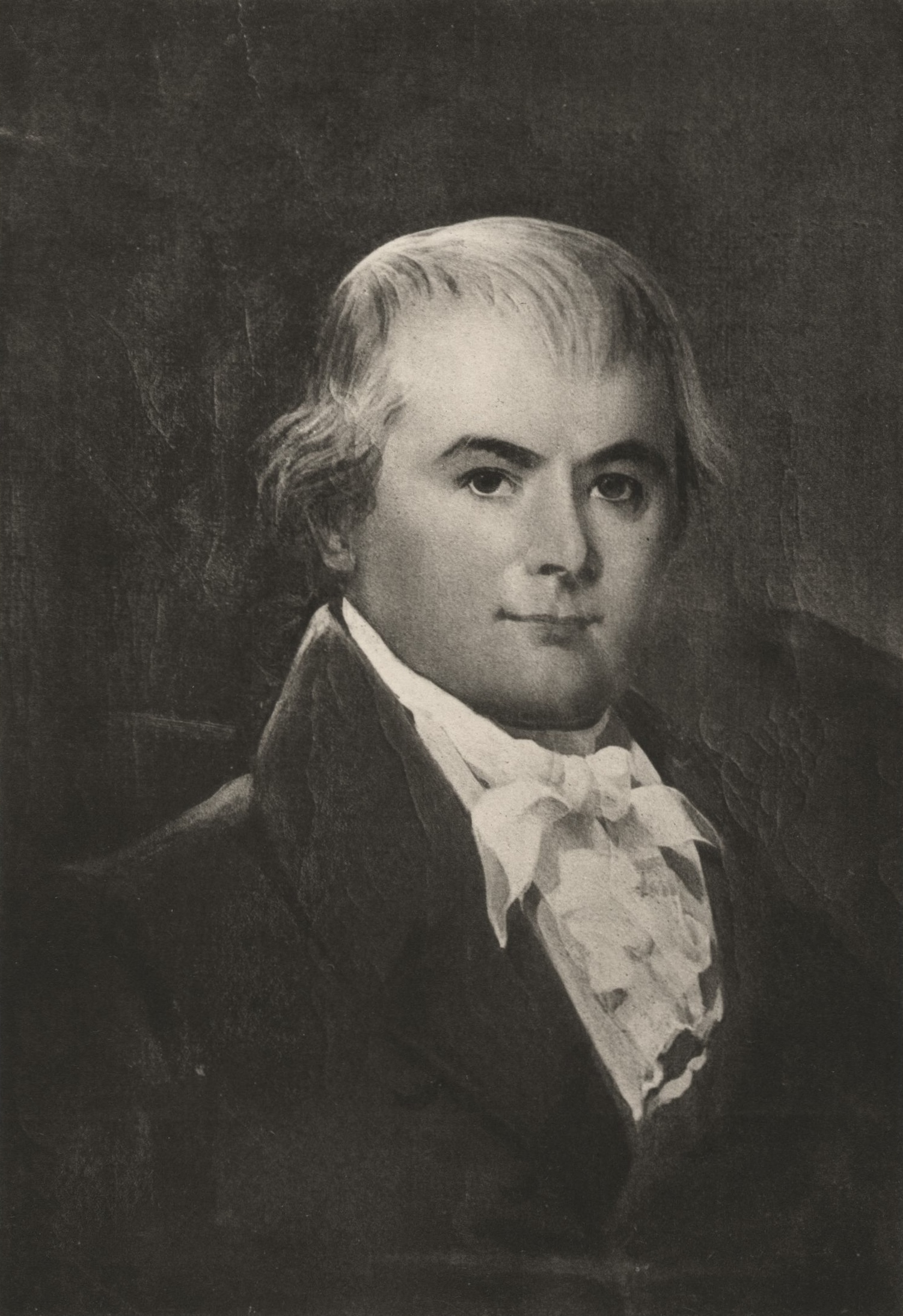
William Montgomery, vor 1799

William Montgomery (* 3. August 1736 in Londonderry, Chester County, Province of Pennsylvania; † 1. Mai 1816 in Danville, Pennsylvania) war ein US-amerikanischer Politiker. Zwischen 1793 und 1795 vertrat er den Bundesstaat Pennsylvania im US-Repräsentantenhaus.

## Leben
William Montgomery wuchs während der britischen Kolonialzeit auf. In den 1770er Jahren schloss er sich der amerikanischen Revolution an. Während des Unabhängigkeitskrieges war er Oberst der Miliztruppen aus dem Chester County. In den Jahren 1775 und 1776 nahm er als Delegierter auf zwei regionalen Konventen teil. 1779 wurde er in das Repräsentantenhaus von Pennsylvania gewählt, dem er mehrere Jahre lang angehörte. Im Jahr 1783 wurde er in die Gemeinde Wyoming geschickt, um bei Grenzkonflikten zu  vermitteln. 1784 wurde er auch in den Kontinentalkongress gewählt; dieses Mandat hat er aber nicht angetreten. Ein Jahr später wurde Montgomery Bezirksrichter im Northumberland und im Luzerne County. Am 18. April 1787 wurde er zum stellvertretenden Leiter der Landvermessung im Chester County bestellt. Im Jahr 1790 wurde Montgomery Mitglied des Senats von Pennsylvania; 1791 wurde er Friedensrichter im Northumberland County. Zwischen 1793 und 1807 war er Generalmajor der Staatsmiliz von Pennsylvania.
William Montgomery war ein Gegner der Bundesregierung unter Präsident George Washington (Anti-Administration-Fraktion). Bei den Kongresswahlen des Jahres 1792, die in Pennsylvania staatsweit durchgeführt wurden, wurde er in das damals noch in Philadelphia tagende US-Repräsentantenhaus gewählt. Bis zum 3. März 1795 konnte er eine Legislaturperiode im Kongress absolvieren. Nach seiner Zeit im US-Repräsentantenhaus war Montgomery von 1801 bis 1813 Richter im Northumberland County. Außerdem fungierte er von 1801 bis 1803 als Posthalter in Danville. Dort ist er am 1. Mai 1816 auch verstorben. 